# Ehud Olmert

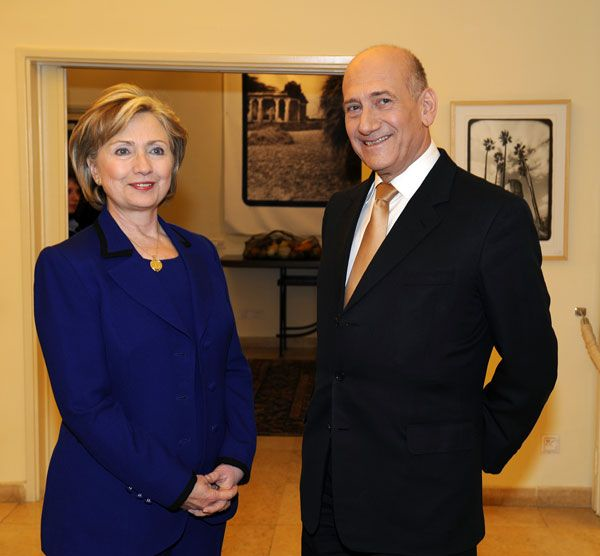
S americkou ministryní zahraničí Hillary Clintonovou, 2009

Ehud Olmert (hebrejsky  אהוד אולמרט;‎‎; * 30. září 1945, Binjamina) je bývalý šestnáctý premiér Izraele. Mezi lety 1993 a 2003 byl starostou Jeruzaléma. Ve státní správě dále působil na postech vicepremiéra, ministra financí či ministra průmyslu a obchodu. Jeho otcem byl Mordechaj Olmert, rovněž politik.

## Funkce premiéra
V listopadu 2005 vystoupil Olmert společně s několika svými kolegy ze strany Likud a vstoupil do nové strany Kadima, kterou 21. listopadu 2005 založil tehdejší premiér Ariel Šaron. Současně se založením Kadimy Ariel Šaron požádal prezidenta o rozpuštění Knesetu a vypsání předčasných voleb. Ariel Šaron začal stranu Kadima připravovat na předčasné volby, ale po sérii zdravotních problémů utrpěl 4. ledna 2006 vážnou mozkovou mrtvici po níž upadl do kómatu, ze kterého se již neprobral. V lednu 2006 stanul v čele strany tehdejší vicepremiér Ehud Olmert, který se o měsíc později, poté, co byl Ariel Šaron prohlášen za neschopného vykonávat funkci premiéra, ujal funkce premiéra.
Ehud Olmert, který převzal po Arielu Šaronovi vedení strany Kadima, vedl stranu do předčasných voleb v březnu 2006. Volby do 17. Knesetu se konaly 28. března 2006 a přestože se mluvilo o historických volbách, volební účast byla nejnižší v historii země. Favorizovaná Kadima nakonec získala méně hlasů, avšak i to ji stačlo pro vítězství. Celkem získala 29 ze 120 křesel (tj. 22%) a stala se tak nejsilnější politickou stranou v zemi.
Olmert sestavil koalici sestávající ze Strany práce, sefardské strany Šas a strany důchodců Gil. Seznam ministrů schválil Kneset 4. května 2006. Vláda měla celkem 25 členů a ministerská křesla byla následovně rozděleny mezi jednotlivé strany: Kadima – 12 křesel, Strana práce – 7 křesel, Šas – 4 křesla a Gil – 2 křesla.
Dne 25. ledna téhož roku proběhly volby v Palestinské autonomii, které měly vliv na polarizaci palestinské společnosti a vývoj v oblasti. Vítězem se totiž nečekaně stalo radikální hnutí Hamas. Takový výsledek nečekala druhá nejsilnější strana – hnutí Fatah, která se s Hamasem nedohodla na společné vládě. Vyvstal zároveň problém, že státy světa odmítly spolupracovat s teroristickou organizací a rovněž Izrael reagoval tak, že zadržel veškeré celní poplatky na palestinské zboží. To mělo v důsledku za následek, že orgány palestinské autonomie přestaly vyplácet platy svým zaměstnancům, což jednak polarizovalo palestinskou společnost a jednak tím zásadně vzrostla nespokojenost. Posílení pozic Hamasu v Pásmu Gazy jenom vyostřilo napětí mezi Palestinou a Izraelem.
Militantní větev Hamasu a Palestinský islámský džihád zvýšili počet vystřelených raket Kassám, které každý den odpaluje na jihoizraelské město Sderot. K 23. květnu 2007 dopadlo na Sderot celkem 6 311 raket. Tyto podomácku vyráběné střely, navzdory své velké nepřesnosti, způsobují úmrtí a zranění (mezi lety 2001 a 2007 usmrtily 12 Izraelců), stejně jako závažné škody na budovách a majetku, psychické problémy a emigraci z města. Izraelská vláda instalovala varovný systém „Rudý poplach“ (Šachar Adom‎), který má varovat občany před blížícím se raketovým útokem. Systém dává obyvatelům přibližně 10–15 sekund na ukrytí před tím, než dopadnou rakety. Tyto útoky vyvolávají tvrdé vojenské odvety izraelské armády a podle izraelské nevládní organizace B'Tselem bylo mezi zářím 2005 a červnem 2006 na území Pásma Gazy vypáleno 9000 dělostřeleckých salv.

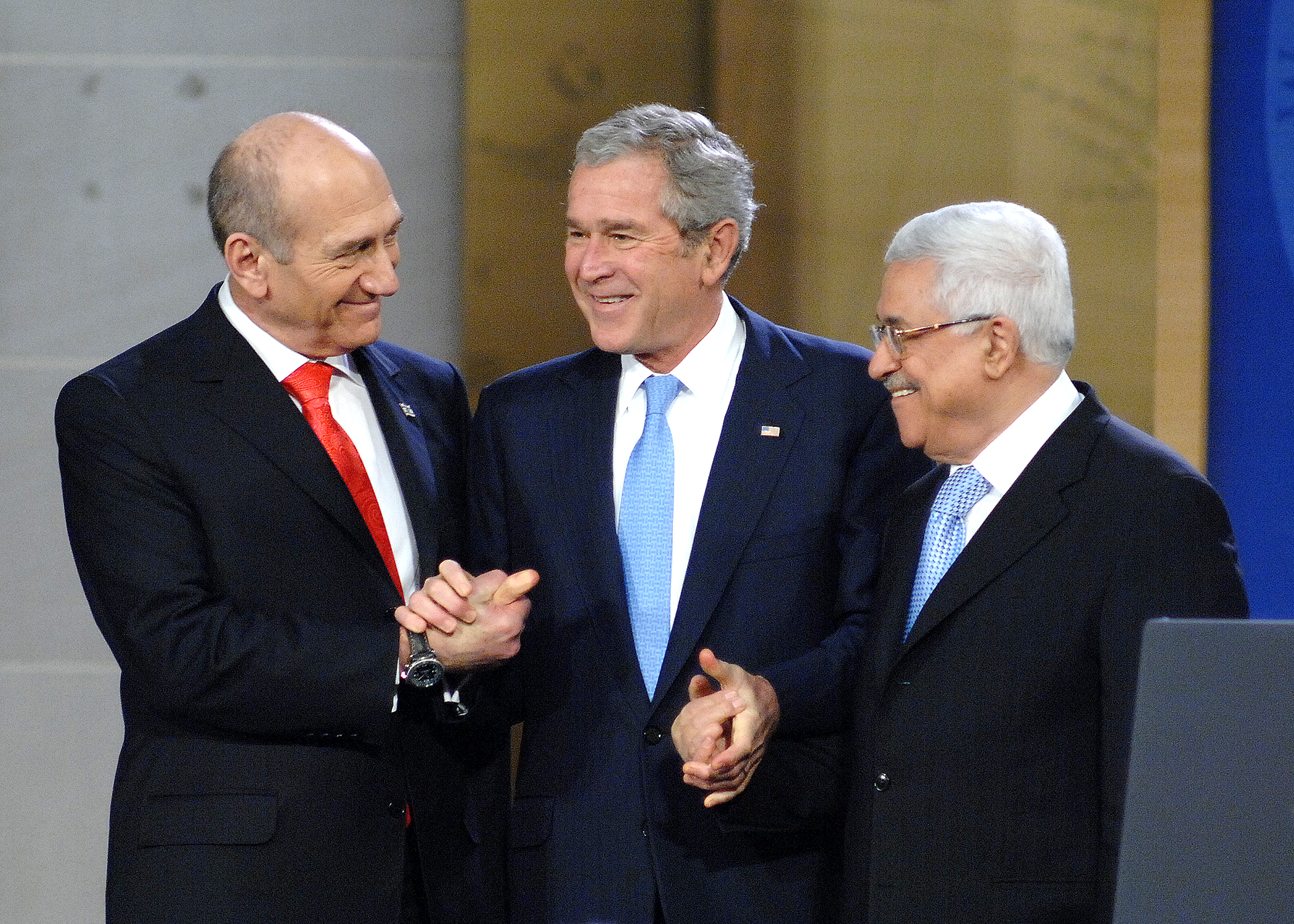
Premiér Ehud Olmert, americký prezident George W. Bush a palestinský prezident Mahmúd Abbás, 2008

K vyostření konfliktu došlo 25. června 2006, kdy ozbrojenci z hnutí Hamas zajali desátníka izraelské armády Gilada Šalita. Izraelská armáda v reakci na tento únos zahájila mohutnou vojenskou operaci v Pásmu Gazy. Kromě hledání vojáka však docházelo i k ničení palestinské infrastruktury. Krátce po únosu Šalita zaútočili vojáci Hizballáhu z Libanonu ráno 12. července raketami a minomety na severoizraelské město Šalomi a přilehlé vojenská stanoviště, což stálo život 5 civilistů. Při pozemním útoku na dvě hlídkující izraelské vozidla Hizballáh zabil tři vojáky a dva zajal. Izrael na útoky reagoval slovy, že se jedná o válečný akt a v reakci na tyto útoky podnikl rozsáhlou operací a bombardování jižní části země, které se vyvinuly v Druhou libanonskou válku (Milchemet Levanon Ha-Šnija‎). Válka se vyznačovala neustálým bombardováním libanonských cílů. Zároveň byl ze strany Hizballáhu ostřelován sever Izraele, na nějž dopadlo až 4 000 raket. Přibližně 23% z nich zasáhly civilní cíle. Cílem raket Hizballáhu byly hlavně větší izraelská města jako např. Haifa, Chadera, Nazaret, Tiberias, Safed, atp. Izrael byl obviňován, že při bojích použil i kontroverzní zbraně, jako např. kazetové bomby či bílý fosfor. Konflikt trval několik týdnů a z iniciativy OSN bylo nakonec 14. srpna uzavřeno příměří. Za vítěze války se považovaly obě strany. Velká část Libanonu byla po konfliktu zničena a hospodářství utrpělo velké škody. V Izraeli však zaznívaly silné hlasy kritizující neschopnost Ehuda Olmerta a jeho ministra obrany Amira Perece. Jedna z nejkritizovanějších věcí byla, že rozkaz k pozemní invazi byl vydán na samém konci války, namísto na jejím začátku. K prošetření postupů premiéra, ministra obrany a vojenských velitelů byla jmenována Winogradova komise, která zmiňuje nedostatky v organizaci pozemních sil, nesprávnost provedení ofenzivy, kterou však označila za nutnost nebo např. vyzdvihuje úspěchy vzdušných sil. Z nekompetentnosti a neschopnosti vést Izrael obvinil Olmerta předseda Likudu Benjamin Netanjahu.
Po válce přizval Ehud Olmert v listopadu 2006 do vlády krajně pravicovou stranu Jisra'el Bejtejnu („Náš domov Izrael“). To změnilo počet ministerských křesel, které si držely jednotlivé strany. Nově tedy strany získaly: Kadima – 11 křesel, Strana práce – 6 křesel, Šas – 4 křesla, Gil – 2 křesla a Jisra'el Bejtejnu – 2 křesla. V září 2007 vládu rozšířil nový ministr za Stranu práce. Jisra'el Bejtejnu opustila koalici 16. ledna 2008 na protest proti mírovým rozhovorům s Palestinskou národní autonomií.

## Korupce a daňové podvody
Poté, co se jeho nástupkyní v čele strany Kadima stala Cipi Livni, oznámil 21. září 2008 Olmert svou rezignaci na funkci premiéra pro podezření z korupce a podvodu.
V srpnu 2009 izraelská prokuratura poprvé v historii obžalovala bývalého premiéra, a to z řady trestných činů včetně přijímání úplatků, daňových podvodů či zneužití veřejné důvěry. Jedná se např. o stovky tisíc dolarů od Morrise Talanského, přidělovaní veřejných zakázek Urimu Messnerovi či vydávaní faktury za služební lety několika subjektů současně. Olmert podle prokuratury podvodem připravil o desítky tisíc dolarů např. památník holocaustu Jad Vašem nebo organizace pečující o mentálně postižené. Trestných činů se měl Olmert dopustit ve funkcích starosty Jeruzaléma a později ministra průmyslu a obchodu za stranu Likud. Ale Olmert trvá na své nevině. V červenci 2012 ho soud shledal vinným, že dosadil několik členů své strany do Centra investic pro malé a středně velké podniky. Zbylých dvou obvinění (úplatky a podvody při účtování zahraničních cest) byl zproštěn. V březnu 2014 byl usvědčen ze dvou případů korupce. 13. května 2014 byl za korupci odsouzen k 6 letům vězení (s výkonem trestu v září) a pokutě milion šekelů. Soudce případu Olmerta označil za inteligentního člověka, ale jeho čin za morální zvrhlost, kdy Olmert zneužil svého postavení.